# Казакларово
Казакларово (баш. Ҡаҙаклар) — село в Дюртюлинском районе Республики Башкортостан Российской Федерации. Входит в состав  Учпилинского сельсовета.

## География

### Географическое положение
Расстояние до:
- районного центра (Дюртюли): 19 км,
- центра сельсовета (Учпили): 12 км,
- ближайшей ж/д станции (Уфа): 139 км.

## История
В материалах Первой ревизии, в 1722 году в деревне были учтены 74 души мужского пола служилых татар.
В «Списке населенных мест по сведениям 1870 года», изданном в 1877 году, населённый пункт упомянут как деревня Казакларова 4-го стана Бирского уезда Уфимской губернии. Располагалась при речке Евбазе, на почтовом тракте из Бирска в Мензелинск, в 45 верстах от уездного города Бирска и в 14 верстах от становой квартиры в деревне Дюртюли. В деревне, в 114 дворах жили 573 человека (301 мужчина и 272 женщины, мещеряки), были мечеть, училище. Жители занимались земледелием, скотоводством и пчеловодством. 

## Население
| 2002 | 2009 | 2010 |
| ---- | ---- | ---- |
| 247  | ↘239 | ↘223 |

Согласно переписи 2002 года, преобладающая национальность — татары (92 %).